# マドリガーレ
マドリガーレ（madrigale）は、イタリア発祥の歌曲形式の名称。マドリガーレには、時代も形式も異なる2種類の物がある。
1. 中世マドリガーレ（14世紀マドリガーレ）
2. ルネサンス・マドリガーレ

中世マドリガーレはすぐに廃れてしまったため、一般にはマドリガーレというと後者を指す。どちらもペトラルカやボッカチオの詩から題材を得ることが多かったために、ルネサンス期の楽譜出版者が同じ名前を付けたという説がある。

## 中世マドリガーレ
14世紀初頭のトレチェント音楽初期に、北イタリアのロンバルディア地方の宮廷で演奏された、イタリア最初の多声歌曲。3つの詩句でできた詩節が、間にリフレインされる詩句（リトルネッロ）を挟んで幾つか連なる。堅苦しい形式で感情表現が難しいために、この流行はすぐにバッラータに取って代わられ、以来この形式が復活することはなかった。
代表的な作曲家にヤコポ・ダ・ボローニャが挙げられる。

## ルネサンス・マドリガーレ
16世紀初頭、フロットラの流行の中から突如現れた形式。詩節がなくリフレインもない自由詩を用い、テキストの抑揚に合わせてメロディーが作られた。感情表現を豊かにするためにポリフォニーやモテットの様式、模倣対位法、半音階法、二重合唱法などあらゆる音楽形式が採られ、多くの作曲家が作品を作った。
17世紀に入ってカンタータに取って代わられたが、その後も幾人かの作曲家がこの形式の作品を残している。
代表的な作曲家としては、初期のアドリアン・ヴィラールト、中期のチプリアーノ・デ・ローレ、後期のカルロ・ジェズアルド、ルーカ・マレンツィオ、クラウディオ・モンテヴェルディが挙げられる。

### 派生
- 宗教マドリガーレ
信徒会やオラトリオ会などの民間宗教団体の集会で演奏するために、宗教的な内容のマドリガーレも作られた。代表的な作曲家にジョヴァンニ・ダ・パレストリーナが挙げられる。
- マドリガル・コメディ
16世紀末に現れた仮装の即興演劇コンメディア・デッラルテのうち、ヴェネツィアでは対話形式でマドリガーレを歌いながらコメディを演じる形式が現れた。
- イングリッシュ・マドリガル
エリザベス朝イングランドの宮廷作曲家たちによって、イタリアの形式を真似て作られたが、イタリアほど複雑でなく和声を主体にした曲が多い。代表的な作曲家にウィリアム・バードが挙げられる。